# Safia decessa
Safia decessa är en fjärilsart som beskrevs av Walker 1857. Safia decessa ingår i släktet Safia och familjen nattflyn. Inga underarter finns listade.